# Vescomtat de Coserans
El vescomtat de Coserans fou una jurisdicció feudal del comtat de Comenge, al país de Coserans, a la conca del riu Salat.
Va ser donat com a vescomtat pel comte Bernat III de Comenge (Dodó de Samatan) al seu fill Roger I que en fou el primer vescomte. Va seguir el seu fill Roger II que al morir va deixar el Coserans al fill Roger III, i el comtat de Pallars (que havia comprat a la seva tercera muller) a l'altre fill Arnau Roger I (pare de Sibil·la que es va casar amb Hug de Mataplana i va originar la darrera dinastia comtal del Pallars). Roger III va morir entre 1257 i 1267 i el va succeir el seu fill anomenat Arnau I d'Espanha, que va reclamar el Pallars i el va envair sense èxit. El 1304 el va succeir el seu fill Roger IV, que també va envair el Pallars sense èxit. El seu fill Ramon Roger I fou el següent vescomte. Un casament, el de la vescomtessa Isabel de Bruniquel va aportar aquest vescomtat, però no és clar si era la dona de Roger o de Ramon Roger; en tot cas el vescomtat va passar al fill comú Arnau Roger i després al net Roger i successivament (vegeu Vescomtat de Bruniquel). Ramon Roger va fer un primer matrimoni amb Mata d'Armanyac-Fesenzaguet de la qual va tenir al seu fill i successor al Coserans, Joan Roger, mort després del 1392. El seu fill Ramon Roger II fou vescomte i va morir el 1425 i el va succeir el seu fill Joan Roger II, mentre un altre fill, Ramon Roger fou vescomte de Solan i va obrir la línia dels vescomtes de Solan. Joan Roger II va morir el 1445 o 1446 i l'hereva més propera era la germana Elionor, casada amb Joan II de Foix, de la casa dels senyors de Fornets, Rabat i Seron (La Bastide de Sérou). A Joan va seguir el seu fill Roger que va morir deixant només dues filles solteres i sense descendents. Corbeiran va traspassar el vescomtat a son germà Germà i va deixar les senyories al seu fill Joan (III de Foix-Rabat). Germà va adquirir per matrimoni la senyoria de Mardonya i la seva línia es va dir Foix-Mardonya en lloc de Foix-Rabat. Va dividir les senyories entre els dos fills: Lluís va rebre la senyoria de Mardonya i Joan el vescomtat de Coserans. El seu successor fou el fill Joan Pau que només va deixar una filla, Francesca, que es va casar amb Francesc de Mauléon senyor de La Cor (La Cour) i va iniciar la dinastia de Coserans-Mauleón; a aquesta va seguir la de Modave, i finalment la dels Polignac que es va perllongar fins a la revolució.
El títol de vescomte de Coserans és també un títol del Regne d'Espanya concedit el 1830 a Josep d'Espanya i Rossinyol, comte d'Espanya, descendent d'un fill segon d'Arnau I d'Espanha que foren senyors de Montespan, marquesos i comtes d'Espanya i origen de la família senyorial dels Comenge marquesos de Vervins.

## Llista dels vescomtes
- Roger I 1180-1211
- Roger II 1211-1257
- Roger III 1257-abans de 1267
- Arnau I abans de 1267-1304
- Roger IV 1304-?
- Ramon Roger I ?-?
- Ramon Roger II ?-1392
- Ramon Roger III 1392-1427
- Joan Roger I 1427-1446
- Ramon Roger IV (I de Solan) 1446-1459
- Ramon Roger V (II de Solan) 1459-1491
- Odet de Lomanha (pretendent)
- Antoni Roger 1491-1497 (empresonat 1495-1497) darrer vescomte de Conserans, després la nissaga va seguir amb els senyors de Solan i altres
- Joana 1495-1497
- Joan de Mauleón (espòs) 1497-?
- Ramon Roger de Mauleón (fill) ?-1557
- Joan Francesc de Mauleón (fill) 1557-1602, va vendre els seus drets a Margarita de Béon
- Auberta, Margarita, Antonieta i Isabel, germanes d'Antoni Roger, consenyores 1497-1545
- Joan de Béon 1545 (espòs d'Auberta, compra els drets a les altres tres germanes
- Sebastia de Beon (fill d'un primer matrimoni de Joan, però no d'Auberta) 1545-1562
- Margarita de Béon, senyora de Sainte-Colombe, 1562-1603, morta sense descendents
- Jacques de Rochechouart (germanastre, per testament) 1603

## Genealogia dels vescomtes
- Roger I 1180-1211, casat amb Sibil·la de Foix (filla de Roger Bernat de Foix i de Cecília Trencavell)
  - Roger II 1211-1257, casat amb Cecília de Forcalquier (fill del comte Bertran II de Forcalquier)
    - Roger III 1257-abans de 1267, casat el 1236 amb Grisa d'Espanha senyora de Montespan (filla d'Arnau d'Espanha senyor de Montespan)
      - Arnau I, abans de 1267-1304 (vescomte de Pailhars, senyor de Montespan) (+1310), casat amb Filipina de Foix (filla de Roger IV de Foix i Brunisenda de Cardona)
        - Roger IV 1304-?, casat amb Cecília 
          - Ramon Roger I ?-?, casat amb Margarita de Tolosa (1328) filla de Reginald de Tolosa vescomte de Bruniquel i de Brayda de Goth; casat (1333) Mata d'Armanyac, filla de Gastó d'Armanyac, vescomte de Fezensaguet, i d'Índia de Caumont; i casat en terceres noces amb Eleonor de Pallars, filla de Ramon Roger de Pallars i de Sibil·la de Cardona
            - Cecília (de 1)
            - Ramon Roger II (de 2) ?-1392, casat amb Isabel de Tolosa (Isabel de Trocelh o Trouseau) filla i hereva de la vescomtessa Bertrana de Bruniquel (+1395)
              - Ramon Roger III 1392-1427, casat amb Mata d'Astarac filla de Joan comte d'Astrac i de Mascarosa de Labarta; casat en segones noces amb Iolanda de Cardona; casat en terceres noces amb Eleonor de Bellera; casat en quartes noces amb Joana de l'Illa Jordà filla de Joan de l'Illa Jordà i d'Isabel de Lévis.
                - Joan Roger I (d'1) 1427-1446, casat amb Matilda de Terrida filla de Bertran III vescomte de Terrida i d'Eleonor de Voisins.
                  - Mata Rogera, casada amb Odet de Lomanha, senyor de Fimarcon, pretendent al vescomtat

                - Joana (d'1), casada amb Joan de Mauleon, vescomtes de Solan el 1497
                - Ramon Roger (de 2), I vescomte de Solan (i senyor d'Alos i Lectoure) i (1446) IV de Coserans, casat amb la seva cosina Joana d'Espanha (1425); en segones noces (1443) amb Violant de Toralla; i en terceres noces amb Isabel de Puigserver.
                  - Margarita (d'1), casada (1461) amb el seu cosí Arnau d'Espanha senyor de Durfort
                  - Ramon Roger (de 2) II de Solan i V de Coserans, casat amb Joana de Vidal, filla de Jofré de Vidal i Iolanda de Lafon de Feneyrols
                    - Antoni Roger, casat amb Francesca de Saman, filla de Joan de Saman i d'Agnes d'Orbessan
                      - Anna, casada amb Alexandre de Capriol

                    - Auberta, casada amb Joan de Béon
                      - Sebastia de Béon
                        - Margarita de Béon

                    - Margarita
                    - Antonieta, esposa (1536) de Pere de Puyberal
                    - Caterina Isabel?, esposa (1547) de Francesc de Soubiran

                  - Joana Rogera, esposa d'Arnau de Rigaud de Vaudreil
                  - Caterina Rogera, esposa (1497) de Ramon de Comenge senyor de Roquefort
                  - Isabel, esposa (1462) de Joan d'Isalguier

                - Cecília (de 2), esposa de Corbeiran de Foix (1422)
                - Arnau Roger (de 3), casat amb Isabel de Noé
                - Eleonor (de 3), casada el 1441 amb Joan de Foix senyor de Rabat
                - Aldonça (de 3), casada el 1448 amb Joan de Carmaing
                - Joan Roger II (de 4)

              - Arnau Roger, vescomte de Bruniquel
              - Filipina, esposa de Joan d'Astarac
              - Margarita, esposa de Ramon de Caussade

            - Roger (de 3), primer vescomte de Bruniquel.

        - Arnau d'Espanha, senyor de Montespan
        - Brunisenda, casada emb Sanxonet de Pins, senyor de Monheur

      - Berenguera, casada amb Gerald comte d'Aura